# Menjamel de flancs rogencs
El menjamel de flancs rogencs (Ptiloprora erythropleura) és un ocell de la família dels melifàgids (Meliphagidae).

## Hàbitat i distribució
Habita els boscos de les muntanyes de l'oest de Nova Guinea.